# Рогаті жаби
Рогаті жаби (Ceratobatrachidae) — родина земноводних підряду Neobatrachia ряду Безхвості. Має 5 родів та 85 видів.

## Опис
Загальна довжина представників цієї родини коливається від 6 до 15 см. Голова широка, дещо сплощена. Очі середнього розміру з горизонтальними зіницями. Над очима присутні вирости на кшталт рогів. Цим вони нагадують представниць родини Рогаткових. У різних родів ці ріжки відрізняються за довжиною та шириною. Тулуб товстий та масивний. Кінцівки сильні, особливо задні. Мають не зовсім розвинені перетинки. У низки видів другий палець довший за інші. Забарвлення зелене, буре, сіре, коричневе з різними відтінками.

## Спосіб життя
Полюбляють тропічні та субтропічні вологі ліси, передгір'я. Ведуть напівдеревний спосіб життя. Час від часу спускаються до води. Активні переважно у присмерку або вночі. Живляться безхребетними, пуголовками, дрібною рибою.
Це яйцекладні земноводні.

## Розповсюдження
Мешкають на Малайському півострові, Великих Зондських островах, Філіппінах, Новій Гвінеї, Соломонових островах.

## Роди
- Batrachylodes
- Ceratobatrachus
- Discodeles
- Palmatorappia
- Platymantis
- Вид поза родами:
  - Ingerana baluensis